# División de Honor (Schach) 2013
Die División de Honor 2013 war die 19. Saison der División de Honor und gleichzeitig die 57. Spanische Mannschaftsmeisterschaft im Schach. Sie wurde mit acht Mannschaften ausgetragen, der Titelverteidiger Sestao Naturgas Energia XT wurde mit einem Brettpunkt Vorsprung auf CA Solvay Torrelavega erneut Meister. Aus der Primera División waren aufgrund des Rückzuges von CA Reverté-Albox mit Enracha-SCC Sabadell, CE Escola d’Escacs de Barcelona und Ajedrez con Cabeza - VTI Atocha drei Mannschaften aufgestiegen. Rein sportlich hätte Sabadell als einziger Aufsteiger den Klassenerhalt erreicht, da dieser jedoch seine Mannschaft zurückzog, verblieb CE Escola d’Escacs de Barcelona als bester Absteiger in der Klasse.
Zu den Mannschaftskadern der teilnehmenden Vereine siehe Mannschaftskader der División de Honor (Schach) 2013.

## Modus
Die acht teilnehmenden Mannschaften spielten ein einfaches Rundenturnier. Gespielt wurde an sechs Brettern, über die Platzierung entschied zunächst die Zahl der Mannschaftspunkte (zwei Punkte für einen Sieg, ein Punkt für ein Unentschieden, kein Punkt für eine Niederlage) und danach die Anzahl der Brettpunkte (ein Punkt für einen Sieg, ein halber Punkt für ein Remis, kein Punkt für eine Niederlage). Die beiden Letzten stiegen in die Primera División ab.

## Termine und Spielort
Das Turnier wurde vom 8. bis 14. September in Linares gespielt.

## Abschlusstabelle
| Pl. | Verein                              | Sp | G | U | V | Mannsch.-P. | Brett-P.  |
| --- | ----------------------------------- | -- | - | - | - | ----------- | --------- |
| 01. | Sestao Naturgas Energia XT (M)      | 7  | 5 | 1 | 1 | 11:3        | 27,5:14,5 |
| 02. | CA Solvay Torrelavega               | 7  | 5 | 1 | 1 | 11:3        | 26,5:15,5 |
| 03. | Gros XT                             | 7  | 3 | 3 | 1 | 9:5         | 24,0:18,0 |
| 04. | CA Magic Mérida                     | 7  | 3 | 2 | 2 | 8:6         | 23,0:19,0 |
| 05. | Enracha-SCC Sabadell (N)            | 7  | 2 | 3 | 2 | 7:7         | 21,0:21,0 |
| 06. | CA Equigoma-Casa Social Católica    | 7  | 3 | 1 | 3 | 7:7         | 19,5:22,5 |
| 07. | CE Escola d’Escacs de Barcelona (N) | 7  | 1 | 0 | 6 | 2:12        | 14,0:28,0 |
| 08. | Ajedrez con Cabeza - VTI Atocha (N) | 7  | 0 | 1 | 6 | 1:13        | 12,5:29,5 |

## Entscheidungen
|     | spanischer Mannschaftsmeister: Sestao Naturgas Energia XT                                                       |
|     | Absteiger in die Primera División: Enracha-SCC Sabadell (freiwilliger Rückzug), Ajedrez con Cabeza - VTI Atocha |
| (M) | Titelverteidiger                                                                                                |
| (N) | Vorjahresaufsteiger                                                                                             |

## Kreuztabelle
| Ergebnisse | Ergebnisse                       | 01. | 02. | 03. | 04. | 05. | 06. | 07. | 08. |
| ---------- | -------------------------------- | --- | --- | --- | --- | --- | --- | --- | --- |
| 01.        | Sestao Naturgas Energia XT       |     | 2   | 4   | 3½  | 3   | 5   | 5   | 5   |
| 02.        | CA Solvay Torrelavega            | 4   |     | 3   | 2½  | 4   | 4½  | 4   | 4½  |
| 03.        | Gros XT                          | 2   | 3   |     | 3   | 3   | 4½  | 3½  | 5   |
| 04.        | CA Magic Mérida                  | 2½  | 3½  | 3   |     | 3½  | 2½  | 5   | 3   |
| 05.        | Enracha-SCC Sabadell             | 3   | 2   | 3   | 2½  |     | 3   | 4   | 3½  |
| 06.        | CA Equigoma-Casa Social Católica | 1   | 1½  | 1½  | 3½  | 3   |     | 4½  | 4½  |
| 07.        | CE Escola d’Escacs de Barcelona  | 1   | 2   | 2½  | 1   | 2   | 1½  |     | 4   |
| 08.        | Ajedrez con Cabeza - VTI Atocha  | 1   | 1½  | 1   | 3   | 2½  | 1½  | 2   |     |

## Die Meistermannschaft
| 1.            | Sestao Naturgas Energia XT |
| Schachfiguren | Leinier Domínguez, Anish Giri, Maxime Vachier-Lagrave, Romain Édouard, Iván Salgado López, Alfonso Romero Holmes, Salvador Gabriel Del Río Angelis. |